# Charitas (Schumann-Geliebte)
Charitas war mehrere Jahre die Geliebte des deutschen Komponisten Robert Schumann. Ihre Identität ist nicht gesichert, insofern ist sie vergleichbar mit der Geliebten „Faustine“  aus Goethes Römischen Elegien oder mit Beethovens „Elise“ und seiner „Unsterblichen Geliebten“.

## „Charitas“ in Schumanns Tagebüchern
In den Tagebüchern und Haushaltbüchern Robert Schumanns, die erstmals 1971 bis 1987 von den Schumann-Forschern Georg Eismann und Gerd Nauhaus veröffentlicht wurden, ist in den Jahren 1831 bis 1837 mehrfach eine Geliebte namens „Christel“ erwähnt. Schumann nahm sie in seinen fiktiven Künstlerkreis der Davidsbündler auf und gab ihr am 8. Juni 1831, seinem 21. Geburtstag, den Namen „Charitas“ – nach dem lateinischen Begriff für hingebende Liebe und Wohltätigkeit. Weitere Personen aus diesem Zirkel waren beispielsweise:
- Friedrich Wieck („Meister Raro“), Schumanns damaliger Klavierlehrer,
- Henriette Voigt („Eleonore“), Pianistin und Schumanns engste Vertraute,
- Ernestine von Fricken („Estrella“), Schumanns Verlobte der Jahre 1834/35,
- Clara Wieck („Cilia“), ab 1840 Schumanns Frau.

Als er „Charitas“ kennenlernte, wohnte Schumann zur Untermiete bei seinem Lehrer Friedrich Wieck in Leipzig, Reichsstraße Nr. 579. Er zog dort am 16. Oktober 1830 ein und musste Anfang Oktober 1831 wieder ausziehen. Das Verhältnis blieb darüber hinaus bestehen. Am 13. Oktober 1831 notierte er: „Charitas war einmal im neuen Gemach. Die war sehr lieb u. scheint gefesselt.“ Am 30. November: „Libe[r] Robert – nennt dich denn weiter Niemand so, als deine Charitas. Die war gestern da, voller Feuer u. Flamme; getrunken wurde viel, namentlich Madeira.“ Am 9. Mai 1832: „Sinnliche Anregung am ganzen Tag, aber Unterdrücken. Charitas ist schon seit 9 Tagen weggeblieben.“ Die Notizen über die Geliebte enden vorläufig am 13. Juni 1832: „Clara [Wieck] ist herzlieb. Charitas kommt heute“.
Spätestens als sich Schumann Anfang September 1834 mit Ernestine von Fricken verlobte, dürfte er die Beziehung mit „Charitas“ beendet haben. Nach der Trennung von Ernestine, die zu Neujahr 1836 erfolgte, lebte sie jedoch im April 1836 kurzzeitig wieder auf, nachdem Schumann obendrein die erhoffte Verbindung mit Clara als gescheitert ansehen musste. Während seines Aufenthalts in Wien im Winter 1837/38 notierte er rückblickend über sein „Trübes Jahr 1836“: „Charitas vorgesucht und Folgen davon im Januar 1837“. Er wusste offenbar nicht, wo sie zu dieser Zeit wohnte und musste erst ihre Adresse in Erfahrung bringen.
Darauf könnte sich Schumann in ähnlicher Weise in einem späteren Brief an Clara bezogen haben. Ihr schrieb er am 3. Januar 1838 über diese „dunkelste Zeit, wo ich gar nichts von Dir wußte und Dich mit Gewalt vergeßen wollte“, er habe sich zu dieser Zeit „mit Gewalt in eine Frau verlieben“ wollen, „die mich auch schon halb in ihren Netzen hatte“. Es wird angenommen, dass damit „Charitas“ bzw. Schumanns Versuch gemeint ist, die Beziehung mit ihr noch einmal zu erneuern.
Im August 1836 bekräftigten Robert Schumann und Clara Wieck dann heimlich ihr Bündnis. Am 8. Oktober notierte er: „Abends Charitas aufgesucht“, und schließlich zwischen dem 4. und 18. Januar 1837: „Ein Mägdlein. (a. 5ten, glaub’ ich)“. Dies waren möglicherweise die genannten „Folgen“ – „im Januar 1837“.
Am 18. November 1837 gab er dann „C.[haritas] zum Geschenk“ zwei Taler, am 27. Dezember erhielt „Charitas zu Weihnacht“ weitere zwei Taler. Danach taucht sie in Schumanns Aufzeichnungen nicht mehr auf.

## Hypothesen zu ihrer Person

### Prostituierte – leichtes Mädchen – Kellnerin
Die Schumann-Forschung sah in ihr zunächst eine Prostituierte oder zumindest ein „leichtes Mädchen“, etwa eine Kellnerin aus einem der zahlreichen Lokale, die Schumann in Leipzig besuchte. So wird sie beispielsweise in Peter Härtlings Roman Schumanns Schatten (1996) geschildert. Darüber hinaus wurde verschiedentlich angenommen, dass sie Schumann mit Syphilis infizierte und dies die Krankheit war, die schließlich zu seiner Einlieferung in die Anstalt für Behandlung und Pflege von Gemütskranken und Irren in Endenich bei Bonn führte.

### Dienstmagd in der Familie Wieck
Der Annahme, „Charitas“ sei eine Dirne gewesen, widersprach 2007 der britische Schumann-Biograph John Worthen und verwies auf eine Tagebuchnotiz Schumanns vom 9. Juli 1831, die belegt, dass sie im Hause Friedrich Wiecks verkehrte – oder gar lebte –, wo Schumann bis zum Oktober desselben Jahres ebenfalls wohnte. Die Notiz lautet:

„Zilia [Clara Wieck] war krank gestern; der Meister [Friedrich Wieck] unzufrieden und wenig liebenswürdig. In Gräfs Garten saß Jettchen [Henriette Wieck] unter andern; ich drückte mich ohne Schaden u. mit einem Compliment nach Haus u. zu Zilia, die ich traf. Hoffmann’s Erzählungen waren zu lang zum Vorlesen, darum nahmen wir Mährchen. Es fehlte aber der Herzenskitt. Charitas war auch zugegen u. stand hinter dem Stuhl.“

Worthen folgerte daraus, dass „Charitas“ das Dienstmädchen im Hause Wiecks war: „The only explanation for Christel’s presence, at all hours of the day and night, in the Wieck’s apartement and in Schumann’s rooms, is that she was working as a servant or maid“. (Die einzige Erklärung für Christels Anwesenheit in Wiecks Wohnung und Schumanns Zimmern zu allen Tages- und Nachtzeiten ist, dass sie als Hausangestellte oder Dienstmädchen arbeitete.)

### Christiane Apitzsch
Der Musikwissenschaftler Klaus Martin Kopitz veröffentlichte 2014 einen Aufsatz, der sich erstmals mit der Identität von „Charitas“ befasst. Demnach war sie wahrscheinlich identisch mit einer Dienstmagd namens Christiane Apitzsch (* 21. Juni 1806 in Wehlitz; † 11. Februar 1838 in Leipzig).
Wie der Autor zu Beginn bemerkt, hatte Schumann anscheinend „keine Zweifel, der Vater des Kindes zu sein“, dessen Geburt er in seinem Tagebuch festgehalten hatte, ohne den Namen der Mutter zu nennen. Das betrifft auch seine späteren Biographen. Wenngleich Gerd Nauhaus, der Herausgeber der Tagebücher, anmerkte, „(d)aß Schumann der Vater des Kindes gewesen sein könnte, erscheint auf Grund der zeitlichen Relationen ausgeschlossen“, konstatierte John Worthen vielmehr: Die Annahme, „that the baby was Schumann’s seems the only real solution to the statement about ‘consequences’.“ Ähnliche Aussagen finden sich in den Arbeiten von Eric Frederick Jensen und Judith Chernaik.
Kopitz ermittelte ein am 2. Januar 1837 unehelich geborenes Mädchen, das im Jacobshospital zur Welt kam und am 6. Januar in der Thomaskirche auf die Namen „Louise Ernestine“ getauft wurde. Als Mutter ist angegeben „Johanne Christiane Apitzsch, Tochter eines Fischers aus Wehlitz“, als Vater „David Veit, Hausmann“.
Weitere von Kopitz ermittelte Indizien:
- Christiane Apitzsch wollte anscheinend den wirklichen Namen des Vaters ihrer Tochter nicht nennen und gab stattdessen einen vermutlich fiktiven Namen – David Veit – an. Recherchen ergaben: „Eine Person dieses Namens ist in Leipzig weder geboren noch gestorben, hat dort nicht geheiratet und war auch nicht Vater eines anderen Kindes. Der Name taucht auch in den Leipziger Adressbüchern nicht auf,[21] ebenso wenig in den handschriftlich überlieferten Bürgerbüchern.“[22][23] Kopitz vermutet, dass Christel den Namen David von Schumanns Davidsbündlern ableitete, zu deren Kreis sie selbst gehörte, und deren „Vater“ Schumann gewissermaßen war.

- Christiane Apitzsch war 1837 „die einzige Frau überhaupt“, die ihr Kind im Jacobshospital – anstatt zu Hause – gebar. Sie befand sich demnach in äußerst schwierigen Verhältnissen und konnte nicht die Kosten für eine Hebamme aufbringen. Das Hospital war für „verarmte oder in Verfall gekommene Bürger und Einwohner“ zuständig.

- Christiane Apitzsch starb kurz nach Schumanns letzter Begegnung mit „Charitas“ – die für den 27. Dezember 1837 dokumentiert ist – am 11. Februar 1838 im Jacobshospital an „Nervenfieber“.[24]

- Christiane Apitzsch wurde – nachdem sie am 14. Februar 1838 begraben worden war – im Leipziger Tageblatt tatsächlich als „Dienstmagd“ bezeichnet.[25]

- Wie Kopitz anhand von Bauakten des Hauses Reichsstraße Nr. 579 belegen konnte, hatte die dortige Wohnung der Familie Wieck außer dem Haupteingang zum „Vorsaal“ noch zwei separate Eingänge: für die Speise- und die „Mädchenkammer“ (für das Dienstmädchen).[26] Schumann konnte sich somit problemlos mit „Charitas“ in deren Kammer treffen, ohne dass die Familie Wieck dies bemerkte.

Diese Identifizierung wurde 2018 in der Schumann-Biographie von Judith Chernaik, desgleichen in mehreren Presse- und Rundfunkbeiträgen aufgegriffen. Ein anderer, alternativer Identifizierungsversuch liegt bislang nicht vor.
Kopitz bemerkt am Schluss seiner Untersuchungen: „Es sei noch einmal betont, dass für die Vermutung, Christiane Apitzsch könnte als Dienstmädchen für die Familie Wieck gearbeitet haben und Schumanns Geliebte Christel gewesen sein, kein Beweis im engeren Sinne existiert. Entsprechende Aufzeichnungen sind nicht überliefert.“